# 日米地位協定合意議事録
日米地位協定合意議事録（にちべいちいきょうていごういぎじろく）、正式名称で日本国とアメリカ合衆国との間の相互協力及び安全保障条約第六条に基づく施設及び区域並びに日本国における合衆国軍隊の地位に関する協定についての合意された議事録（にほんこくとアメリカがっしゅうこくとのあいだのそうごきょうりょくおよびあんぜんほしょうじょうやくだいろくじょうにもとづくしせつおよびくいきならびににほんこくにおけるがっしゅうこくぐんたいのちいにかんするきょうていについてのごういされたぎじろく、英語: Agreed Minutes To The Agreement Under Article VI Of The Treaty Of Mutual Cooperation And Security Between Japan And The United States Of America, Regarding Facilities And Areas And The Status Of United States Armed Forces In Japan）は、ワシントンD.C.において、1960年1月19日に日米地位協定と同時に日本国とアメリカ合衆国の間で取り交わされた地位協定に関する了解に関して合意された議事録。「昭和35年6月23日外務省告示第52号」に含まれている。外務省によると、「日米地位協定の交渉で到達した了解（協定各条の具体的な意味等）を記録した行政取極」である。国会審議は経ておらず、日米行政協定で米軍に与えられていた特権を実質的に温存する内容である。
行政協定の第17条は1953年に改定され、地位協定の第17条とほぼ同文となっていたが、地位協定合意議事録の第17条に関する部分と同文である「日本国政府とアメリカ合衆国政府との間の行政協定第十七条を改正する議定書に関する合意された公式議事録」が、改定とともに作成されていた。

## 日本国政府の見解
2001年に日本政府は、衆議院の質問主意書に対して、日米地位協定の運用上当然に有効なものとして回答している。2017年に日本政府は、参議院の質問主意書に対して、「締結について国会の承認を得た日米地位協定の実施細目等を定めるものとして、内閣の権限の範囲内で締結した国際約束であり、締結について国会の承認を得る必要があったとは考えていない」としている。

## 関連事象

### 沖国大米軍ヘリ墜落事件
2004年に起きた沖国大米軍ヘリ墜落事件では、事故現場を米軍が封鎖して日本国の捜査が及ばない事態が生じたが、これは「日米地位協定合意議事録」の地位協定の第17条に関する部分によるものと考えられている。事故をうけて作成されたガイドラインも、「日米地位協定合意議事録」の該当部分を追認する内容だった。

### 日本の第一次裁判権について
合意議事録においては、米軍が発給する公務証明書は「反証のない限り、刑事手続のいかなる段階においてもその事実の十分な証拠資料となる」とされており、日本政府も2023年にこの内容の有効性を認めた。2023年4月25日に参議院の外交防衛委員会で、政府は米軍がどれほどこれを発給しているかは明らかにしなかったが、2014年1月以降から累積で787人を、公務中の犯罪で日本に第一次裁判権がないとして不起訴にしたとした。

## 書誌情報
- 『日米連合 下 (読書資料 ; 7-4-34)』 pp.17〜20 （防衛研修所 1960年）
- 『主要条約集（平成3年版）』pp.230～245（外務省、大蔵省印刷局発行 1991年 ISBN 4-17-218003-5）